# 2400 NV
2400 NV er en dansk eksperimentalfilm fra 1992 med instruktion og manuskript af Carl Schenstrøm Nørrested.

## Handling
Historien om en ensom mand, der må betale naboen for at gå tur med dennes hund. Undervejs bliver hunden dræbt af en flok børster, der inviterer sig selv til fødselsdagsfest hos manden, og snart er orgiet i gang. Et stykke bæbrun socialrealisme.